# Teorema do ponto fixo de Banach
Em matemática, o teorema do ponto fixo de Banach, também conhecido como teorema da contração uniforme, é um dos resultados fundamentais em espaços métricos. Ele garante a existência e unicidade de pontos fixos em certas aplicações.

## Enunciado
Seja {\displaystyle \mathbb {X} \,} um espaço métrico completo não vazio com uma métrica {\displaystyle d\,}.
Uma aplicação {\displaystyle f:\mathbb {X} \to \mathbb {X} \,} é dita uma contração uniforme, se existir uma constante {\displaystyle 0\leq \beta <1\,} tal que:
{\displaystyle d\left(f(x),f(y)\right)\leq \beta d(x,y),\forall x,y\in \mathbb {X} \,}
O teorema estabelece que existe um único ponto fixo {\displaystyle x^{*}\in \mathbb {X} \,}, ou seja:
{\displaystyle f(x^{*})=x^{*}\,}

## Demonstração da unicidade
Sejam {\displaystyle x\,} e {\displaystyle y\,} pontos fixos de {\displaystyle f\,}, então:
{\displaystyle d(x,y)=d\left(f(x),f(y)\right)\leq \beta d(x,y)}
{\displaystyle d(x,y)\leq \beta d(x,y)}
{\displaystyle (1-\beta )d(x,y)\leq 0}
Como {\displaystyle 0\leq \beta <1}, então {\displaystyle d(x,y)\leq 0}. Como sabemos que {\displaystyle d(x,y)\geq 0}, temos {\displaystyle d(x,y)=0}, o que implica {\displaystyle x=y}.

## Demonstração da existência
Escolha um ponto qualquer {\displaystyle x_{0}\in \mathbb {X} \,} e construa a seqüência:
{\displaystyle x_{n+1}=f(x_{n}),\forall n\geq 1}
Mostraremos que esta é uma sucessão de Cauchy, para tal estime pela desigualdade triangular:
{\displaystyle d(x_{n+k},x_{n})\leq \sum _{j=1}^{k-1}d\left(x_{n+j},x_{n+j-1}\right)}
Agora usando a definição de contração temos:
{\displaystyle d(x_{n+j},x_{n+j-1})\leq \beta ^{n+j-1}d\left(x_{1},x_{0}\right)}
De forma que:
{\displaystyle d(x_{n+k},x_{n})\leq \sum _{j=1}^{k-1}\beta ^{n+j-1}d\left(x_{1},x_{0}\right)\leq d(x_{1},x_{0})\beta ^{n}\sum _{j=1}^{\infty }\beta ^{j-1}}
{\displaystyle d(x_{n+k},x_{n})\leq d(x_{1},x_{0}){\frac {\beta ^{n}}{1-\beta }}\to 0,n\to \infty }
Assim a {\displaystyle x_{n}\,} é uma sucessão de Cauchy e converge para algum ponto {\displaystyle x^{*}\in \mathbb {X} \,}
Devemos mostrar que {\displaystyle x^{*}\,} é, de fato, um ponto fixo. Para tal observe:
{\displaystyle x_{n+1}=f(x_{n})\,}
Passando ao limite, usando a continuidade de {\displaystyle f} (o que segue da própria definição de contração), temos:
{\displaystyle x^{*}=f(x^{*})\,}
E o resultado segue.